# Natalie Curtis
Natalie Curtis, född 26 april 1875 i New York, död 23 oktober 1921 i Paris, var en amerikansk pianist och samlare av amerikansk folkmusik. Curtis var från 1917 gift med konstnären Paul Burlin.
Curtis fick sin utbildning i Europa men ägnade sig efter återkomsten till Amerika åt att samla musik bland indianer och afroamerikaner (Songs of ancient America, 1905, The Indian book (1907), Negro folk-songs (1919-20), samt Songs and tales from the dark continent (1920).